# Caperonia langsdorffii
Caperonia langsdorffii là một loài thực vật có hoa trong họ Đại kích. Loài này được Müll.Arg. mô tả khoa học đầu tiên năm 1874.